# هیوسین ان بوتیل بروماید

C_{21}H_{30}NO_{4}^{+} Br^{-}

هیوسین ان بوتیل بروماید (به انگلیسی: butylscopolamine یا hyoscine butylbromide)
رده درمانی: آنتی کولینرژیک.
اشکال دارویی: قرص، آمپول٬ شیاف 

## توضیحات کلی
هیوسین بوتیل بروماید، همچنین به عنوان اسکوپولامین بوتیل بروماید نیز شناخته می شود و با نام تجاری باسکوپان در کشورهای دیگر به فروش می رسد، یک داروی آنتی کولینرژیک است که برای درمان درد شکم، اسپاسم مری، اسپاسم مثانه، قولنج صفراوی، و قولنج کلیوی استفاده می شود. همچنین برای بهبود ترشحات بیش از حد تنفسی در پایان عمر استفاده می شود. هیوسین بوتیل بروماید را می توان از طریق دهان، تزریق در ماهیچه یا رگ مصرف کرد.

## عوارض جانبی
عوارض جانبی ممکن است شامل خواب آلودگی(۲٪)، تغییرات بینایی(۲۱٪)، خشکی دهان(۷۷٪)، ضربان قلب سریع(۱۱٪)، شروع گلوکوم(۳٪) و در موارد بسیار نادر آلرژی(۰/۱۲) یا واکنش‌های شدید(۰/۰۳) باشد. خواب آلودگی کمی غیر معمول است. مشخص نیست که آیا در بارداری بی خطر است یا نه. در شیردهی بی خطر به نظر می رسد. مراقبت بیشتر در کسانی که مشکلات قلبی دارند حتما توصیه می شود. این دارو عامل آنتی کولینرژیکی است، که تأثیر زیادی بر مغز ندارد. 

## تاریخچه
هیوسین بوتیل بروماید در سال ۱۹۵۰ ثبت اختراع شد و در سال ۱۹۵۱ برای استفاده پزشکی تأیید شد. این دارو در فهرست داروهای ضروری سازمان بهداشت جهانی قرار دارد. برای استفاده انسانی در ایالات متحده در دسترس نیست، 《اما در ایران تولید می شود》، و ممکن است به جای آن از ترکیب مشابه متسکوپولامین استفاده شود. این ماده از هیوسین (همچنین به عنوان اسکوپولامین) شناخته می شود که به طور طبیعی در گیاهان مختلفی از خانواده گل شب بو، سولانیکا از جمله شب بو کشنده (آتروپا بلادونا) وجود دارد. با وجود نام آن، هیچ برمی در هیوسین بوتیل بروماید وجود ندارد. در ایالات متحده فقط برای درمان پزشکی اسب ها موجود است.

## موردهای مصرف
در درمان اسپاسم گوارشی یا ادراری-تناسلی و قاعدگی‌های دردناک همراه با اسپاسم. ، پیشگیری از اسپاسم مثانه

## مقدار مصرف
۲۰ میلی‌گرم ۴ بار در روز.

## عارضه‌های جانبی
تندشدن ضربان قلب، خشکی دهان، کاهش موقت تطابق چشم.

## نکته‌های ضروری
۱- در هنگام مصرف دارو از انجام کارهایی که نیاز به دقت و هوشیاری دارند پرهیز کنید.۲- مبتلایان به آب سیاه (گلوکوم) نباید دارو را مصرف کنند. ۳- دارو با نام‌های تجاری گوناگون از جمله «بوسکوپان» عرضه می‌شود.